# 呉敦
呉 敦（ご とん、生没年不詳）は、中国後漢時代末期の武将。史書からは出身地は不明だが、臧覇・孫観と同様に兗州泰山郡の人と思われる。『三国志』臧覇伝の注に引く『魏略』によれば、黯奴という別名も有していたという。

## 正史の事跡
臧覇が開陽で独立勢力を立ち上げると、呉敦は孫観・尹礼と共にその配下となった。建安3年（198年）、曹操が呂布を攻撃すると、臧覇に従って呂布を支援した。呂布が滅亡すると、臧覇らと共に曹操に降伏する。臧覇が琅邪国相に任命されると、呉敦も利城太守に任命されるという厚遇を受けた。しかしその後、呉敦の名は史書に見当たらない。

## 物語中の呉敦
小説『三国志演義』では、当初は臧覇の部下ではなく、孫観・尹礼・昌豨と共に、なぜか泰山の山賊として扱われている。曹操と呂布の決戦の際に、臧覇の勧誘により呂布と同盟を結び、蕭関を守備するが、曹操軍に撃破される。呂布滅亡後、臧覇の説得を受けて曹操に降伏するが、その後は作中から姿を消す。